# Héctor D. Abruña
Héctor Daniel Abruña (* 1953 in San Juan, Puerto Rico) ist ein US-amerikanischer Chemiker auf dem Gebiet der Elektrochemie. Er ist Direktor des Energy Materials Center und Émile M. Chamot Professor of Chemistry an der Cornell University in Ithaca, New York. Abruña befasst sich mit der Entwicklung neuer Materialien für Brennstoffzellen und Batterien.
Abruña erwarb 1975 einen Bachelor und 1976 einen Master am Rensselaer Polytechnic Institute und 1980 einen Ph.D. bei Royce W. Murray und Thomas J. Meyer an der University of North Carolina at Chapel Hill. Als Postdoktorand arbeitete er bei Allen J. Bard an der University of Texas at Austin. 1982 erhielt Abruña eine erste Professur (Assistant Professor) an der University of Puerto Rico, bevor er 1983 in gleicher Position an die Cornell University wechselte. 1987 wurde er Forschungsstipendiat der Alfred P. Sloan Foundation (Sloan Research Fellow). 1988 wurde er Associate Professor, 1991 erhielt er eine ordentliche Professur. Von 2004 bis 2008 war er Leiter des Lehrstuhls für Chemie und Chemische Biologie der Cornell University.
Abruña ist (Stand 2016) Autor von mehr als 440 wissenschaftlichen Publikationen. Er hat laut Google Scholar (Stand August 2025) einen h-Index von 129.

## Auszeichnungen (Auswahl)
- 1992 Guggenheim-Stipendium[4]
- 2006 Fellow der American Association for the Advancement of Science
- 2007 Mitglied der American Academy of Arts and Sciences[5]
- 2011 Faraday-Medaille der Electrochemistry Group der Royal Society of Chemistry[6]
- 2018 Mitglied der National Academy of Sciences[7]
- 2024 Global Energy Prize
- 2024 Enrico-Fermi-Preis[8]
- 2025 Dreyfus Prize in the Chemical Sciences[9]